# Біттівілл (Кентуккі)
Біттівілл (англ. Beattyville) — місто (англ. city) в США, в окрузі Лі штату Кентуккі. Населення — 2176 осіб (2020).

## Географія
Біттівілл розташований за координатами 37°35′28″ пн. ш. 83°42′20″ зх. д. / 37.59111° пн. ш. 83.70556° зх. д. (37.591129, -83.705633).  За даними Бюро перепису населення США в 2010 році місто мало площу 5,47 км², з яких 5,45 км² — суходіл та 0,02 км² — водойми. В 2017 році площа становила 5,97 км², з яких 5,94 км² — суходіл та 0,02 км² — водойми.

## Демографія
Згідно з переписом 2010 року, у місті мешкало 1307 осіб у 507 домогосподарствах у складі 294 родин. Густота населення становила 239 осіб/км².  Було 577 помешкань (105/км²).
Расовий склад населення:
| - 97,3 % — білих - 1,0 % — чорних або афроамериканців - 0,2 % — корінних американців - 0,1 % — азіатів |

До двох чи більше рас належало 1,4 %. Частка іспаномовних становила 1,5 % від усіх жителів.
За віковим діапазоном населення розподілялося таким чином: 22,2 % — особи молодші 18 років, 65,5 % — особи у віці 18—64 років, 12,3 % — особи у віці 65 років та старші. Медіана віку мешканця становила 36,2 року. На 100 осіб жіночої статі у місті припадало 99,2 чоловіків;  на 100 жінок у віці від 18 років та старших — 97,9 чоловіків також старших 18 років.
Середній дохід на одне домашнє господарство  становив 34 224 долари США (медіана — 16 250), а середній дохід на одну сім'ю — 50 792 долари (медіана — 27 083). Медіана доходів становила 33 977 доларів для чоловіків та 27 031 долар для жінок. За межею бідності перебувало 53,7 % осіб, у тому числі 75,4 % дітей у віці до 18 років та 30,8 % осіб у віці 65 років та старших.
Цивільне працевлаштоване населення становило 358 осіб. Основні галузі зайнятості: освіта, охорона здоров'я та соціальна допомога — 36,6 %, публічна адміністрація — 10,9 %, виробництво — 9,5 %, мистецтво, розваги та відпочинок — 8,9 %.